# Brantingmonumentet
Brantingmonumentet är en skulptur på Norra Bantorget i Stockholm. Monumentet över den svenska socialdemokratins förgrundsgestalt Hjalmar Branting beställdes redan 1935 hos skulptören Carl Eldh, men göts först 1947 på Herman Bergmans Konstgjuteri och avtäcktes den 2 juni 1952 under högtidliga former. Platsen kring monumentet gestaltades gemensamt av Eldh och trädgårdsarkitekten Erik Glemme. Brantingmonumentet blev Carl Eldhs största och sista fullbordade verk. En mindre bronskopia finns i Olofströms Folkets hus foajé och en kopia finns på LO:s folkhögskola Runö i Åkersberga.
| Brantingmonumentet, norra sidan (vänster) och södra sidan. Foto från juni 2012. |  | Brantingmonumentet, norra sidan (vänster) och södra sidan. Foto från juni 2012. |
| Brantingmonumentet, norra sidan (vänster) och södra sidan. Foto från juni 2012. |  |                                                                                 |

## Historik

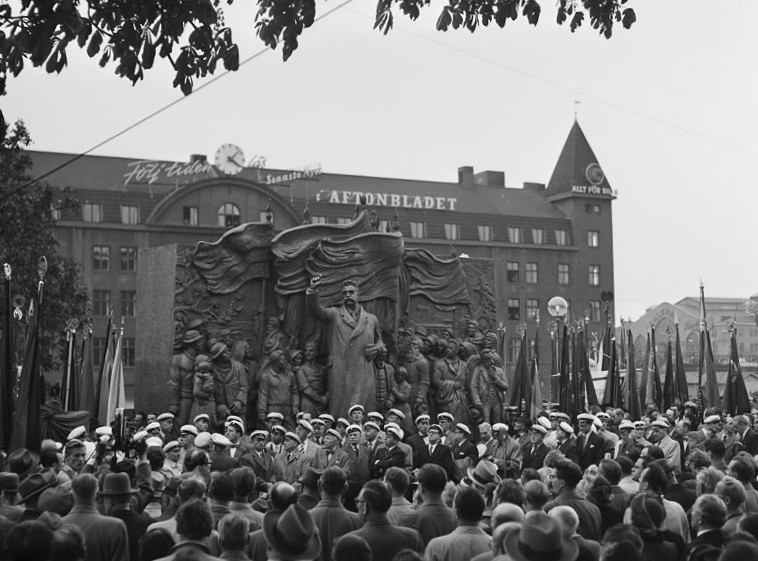
Avtäckning, Norra Bantorget, 2 juni 1952.

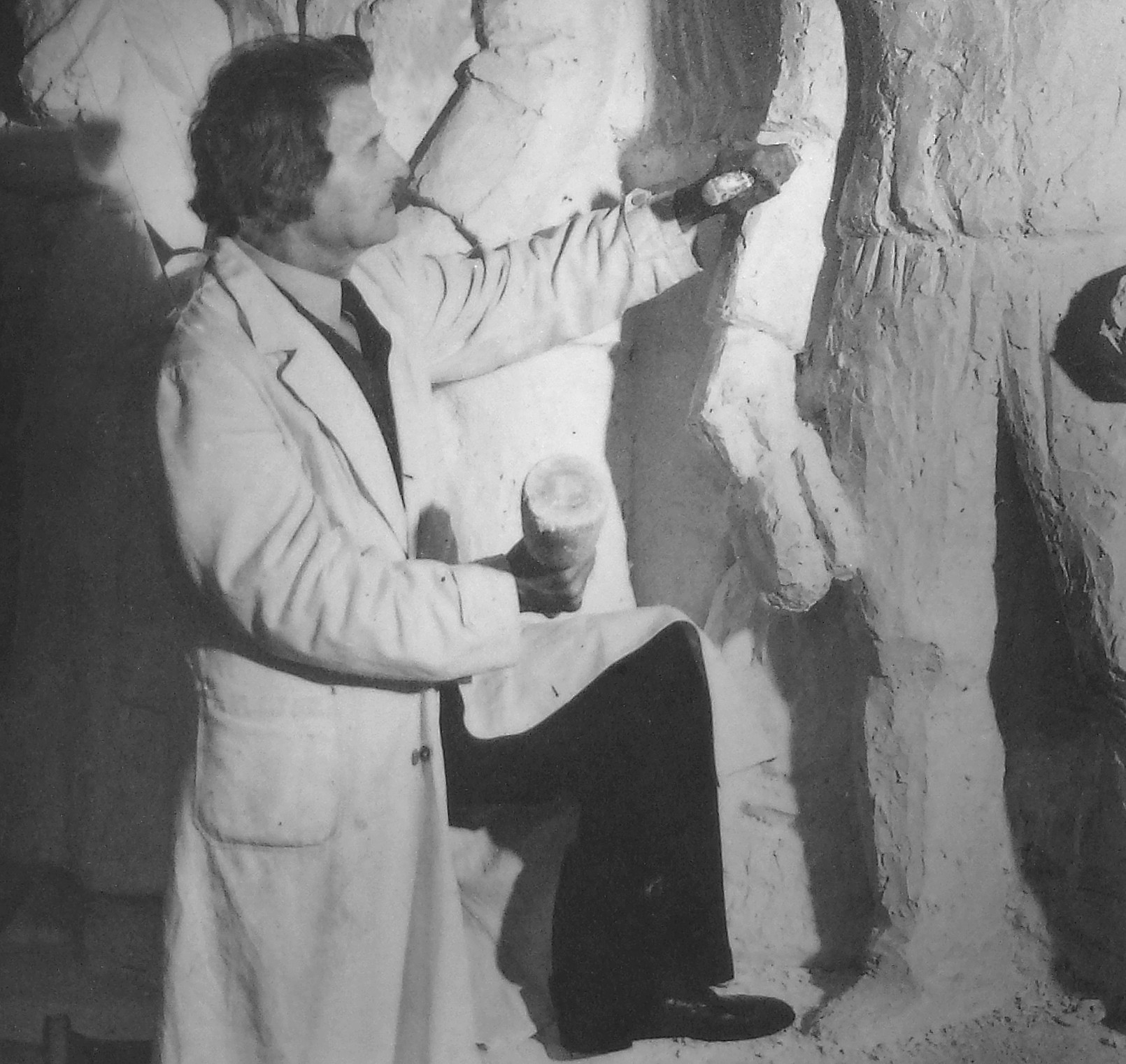
Carl Eldh i arbete 1942.

Till tioårsminnet av Hjalmar Brantings död 1935 startade det socialdemokratiska partiet en insamling till ett monument över Branting och arbetarrörelsen. Monumentet skulle placeras på Norra Bantorget som i många år hade en lång tradition inom den svenska socialdemokratin. Carl Eldh hade tidigare träffat Branting och avbildat honom, därför var det naturligt att han fick uppdraget.
I sin ateljé i Bellevueparken (idag Carl Eldhs Ateljémuseum) satte han direkt igång med arbetet. I museets samlingar finns flera skisser bevarade som illustrerar arbetsprocessen. Det tog lång tid att få monumentet färdigt och det krävde mycket utrymme i den ganska trånga ateljén. Att skulptera i lera var inte möjligt på grund av monumentets storlek, varför Eldh beslöt att hugga skulpturen direkt i gips. 
Den slutliga modellen stod klar 1942, men andra världskriget fördröjde gjutningen. Gipsreliefen sågades i delar och magasinerades under kriget. Själva gjutarbetet i brons färdigställdes 1952 på det renommerade Herman Bergman Konstgjuteri vid Roslagsgatan i Stockholm. Den 2 juni 1952 avtäcktes konstverket under högtidliga former under närvaro av konstnären och partiledaren statsminister Tage Erlander. Erlander höll tal och överlämnade verket som en gåva från Sveriges socialdemokratiska arbetareparti till Stockholms stad.
Från invigningstiden härrör även gestaltningen av platsen kring monumentet. Marken är belagd med svart smågatsten och röd sandsten i form av ett träd. Det var ett samarbete mellan Eldh och Stockholms stads trädgårdsarkitekt Erik Glemme.

### Vandalisering
Den 17 maj 1992 förstördes Brantingmonumentet delvis när en mindre sprängladdning slet upp ett hål i Brantings figur. Det var en grupp av sju ungdomar som utförde dådet ”mest på skoj”. Mellan den 25 februari och den 8 juni 1992 ansvarade de för fem sprängningar av olika statyer runtom i Stockholm. Två år senare reparerades monumentet av Herman Bergmans Konstgjuteri till en kostnad av 320 000 kronor.

## Beskrivning
Brantingmonumentet är utfört i högrelief och har måtten 6,4 gånger 3,5 meter (längd gånger höjd, exklusive sockel och flaggorna). Monumentet står på en 60 centimeter sockel av röd granit och har relief på två sidor. Framsidan (norra sidan) skildrar en scen från det tidiga 1900-talets Stockholm och motivet föreställer Branting som talar till folket på första maj. Branting återges i övernaturlig storlek och är nästan helt fristående. Högerhanden är höjd och i vänstra handen håller han några papper. Bakom honom står ett stort antal människor ur arbetarklassen, som är återgivna i naturlig storlek. Längst ut vid Brantings vänstra sida syns två för arbetarrörelsen betydande personer, August Palm (”Mäster Palm”) och Axel Danielsson. Folkmassan som lyssnar på Branting representerar människor i alla åldrar. Till höger om Branting står en ung familj och bakom familjen återfinns en äldre man och kvinna. Längst bak står ett antal män som alla håller i vajande fanor. Vid Brantings vänstra fot syns en liten älva med blommor, som enligt Carl Eldh symboliserar ”våren som vaknar upp bland blommor”.

### Detaljer (norra sidan)

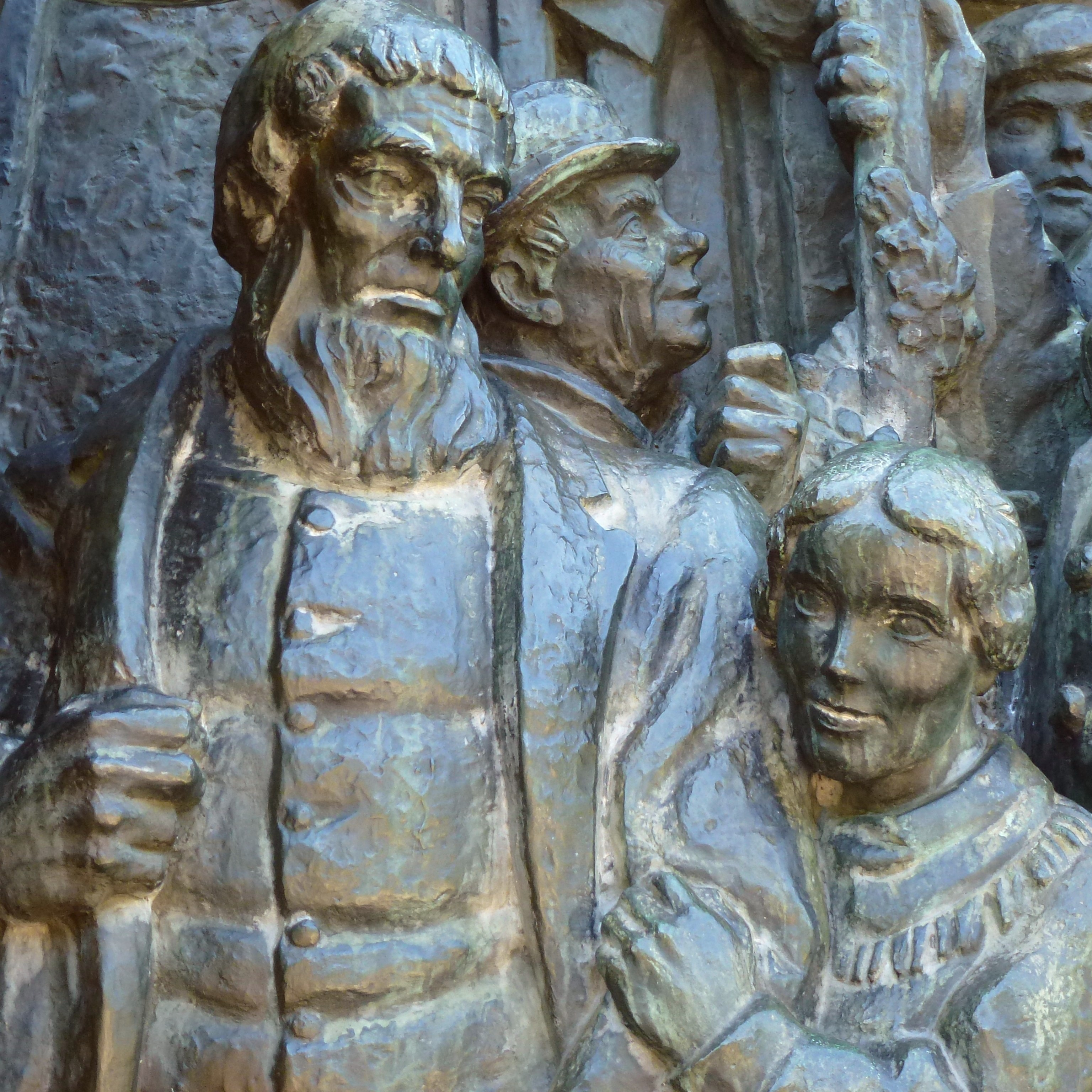
Folket
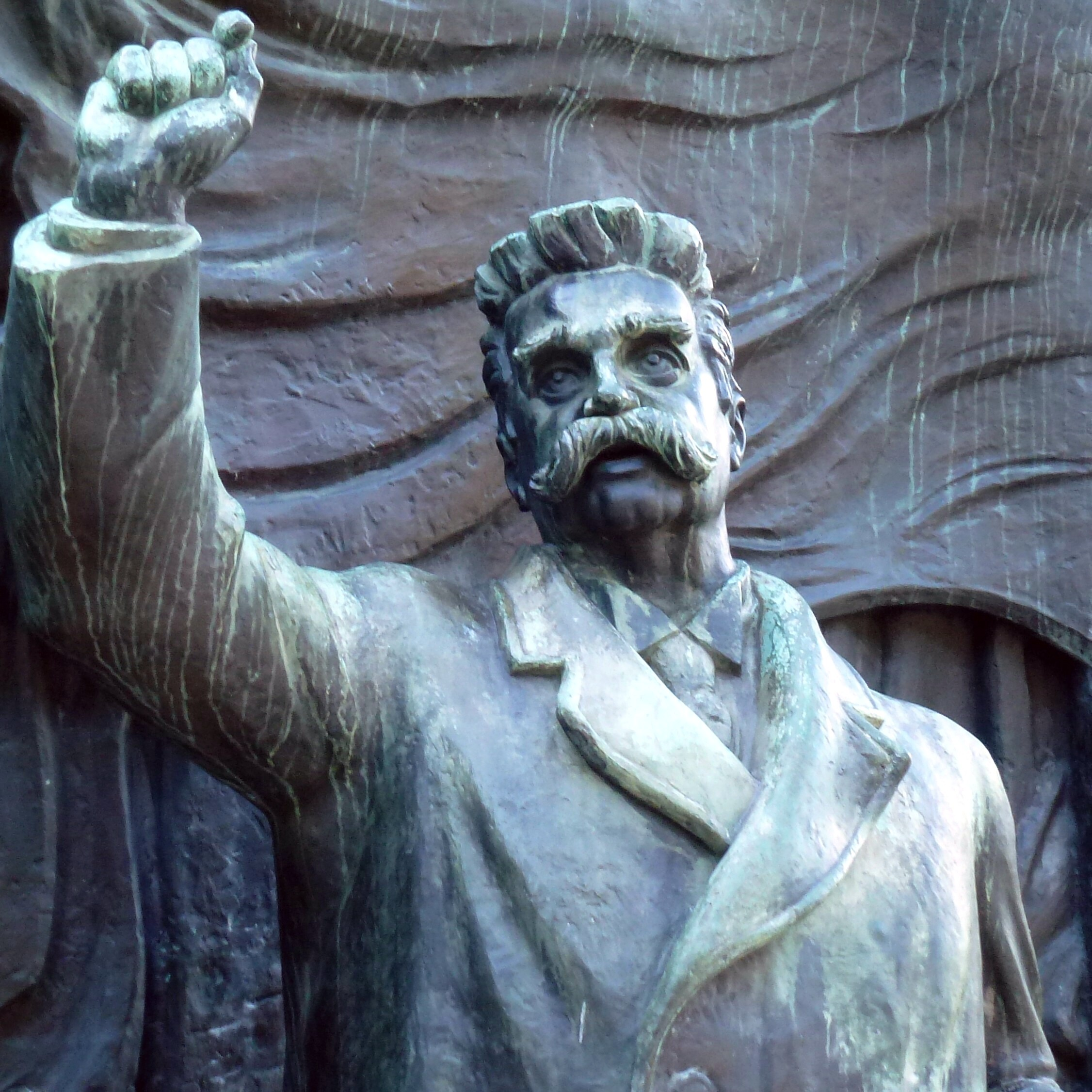
Branting
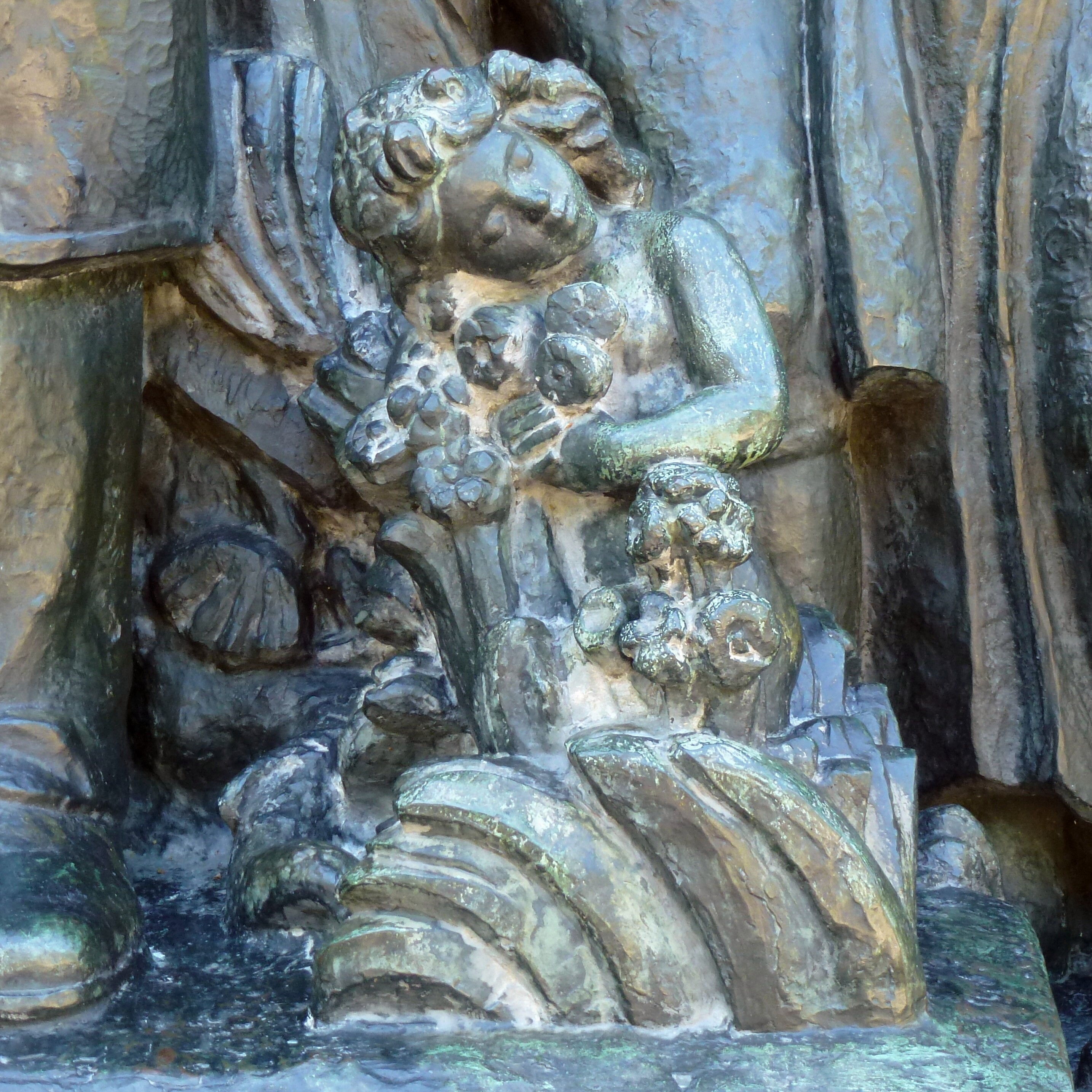
Lilla älvan
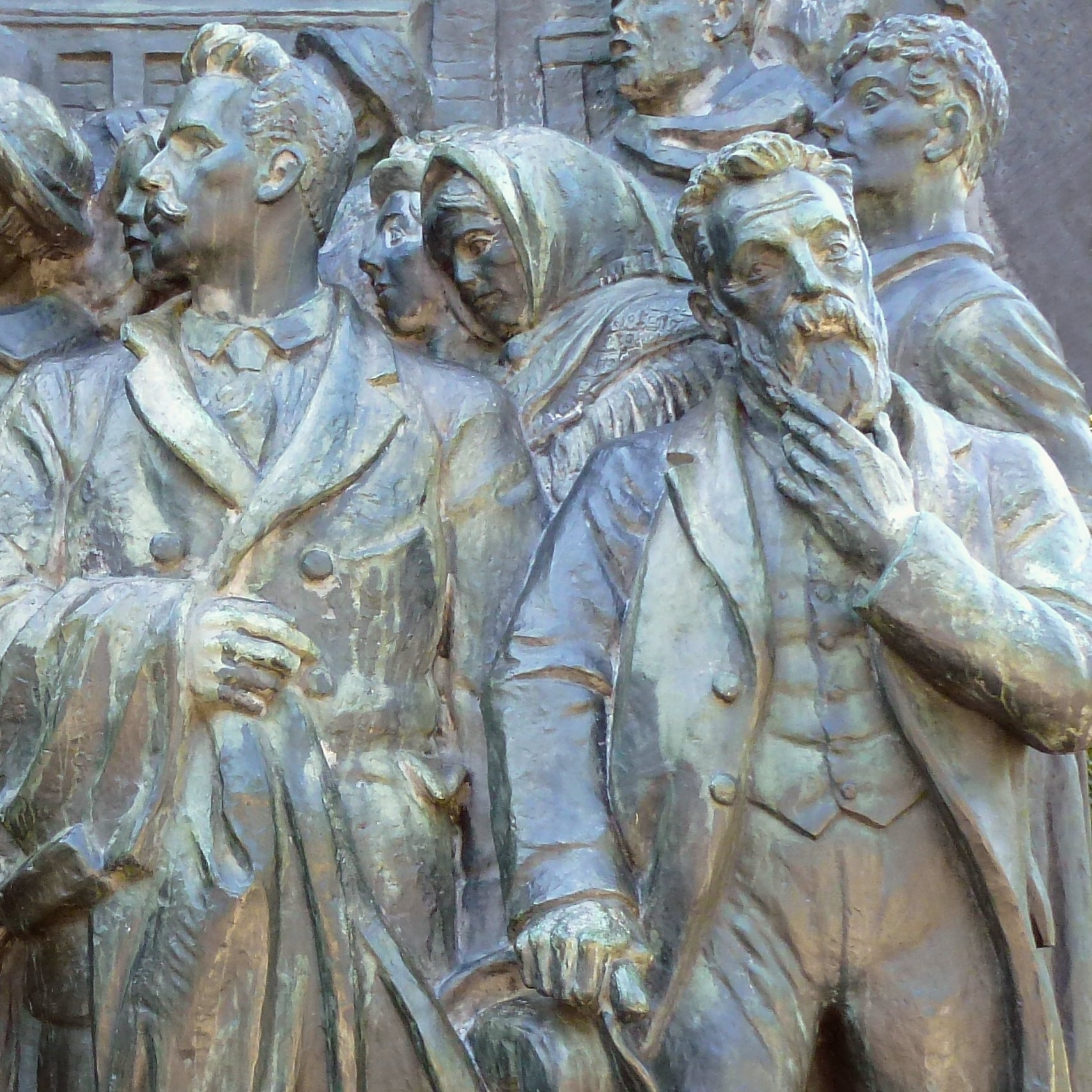
Danielsson och Palm

Baksidan (södra sidan) är indelad i tre vertikala fält. Mittfältet är det största och domineras av en vårdkase. På högra sidan har Eldh avbildat ett vattenhjul. Under det finns en text av Pär Lagerkvist: ”Han väckte slumrande krafter hos folket och ledde dess kamp för frihet och rättvisa. Framtiden göms i hans verk.” På vänster sida finns ett sommarmotiv med sol, svalor och en kärve. Där har Carl Eldh själv skaldat: ”Svensk socialdemokrati reste detta äreminne över sin hövding Hjalmar Branting. Sitt liv vigde han åt Sveriges arbetare.”

### Detaljer (södra sidan)

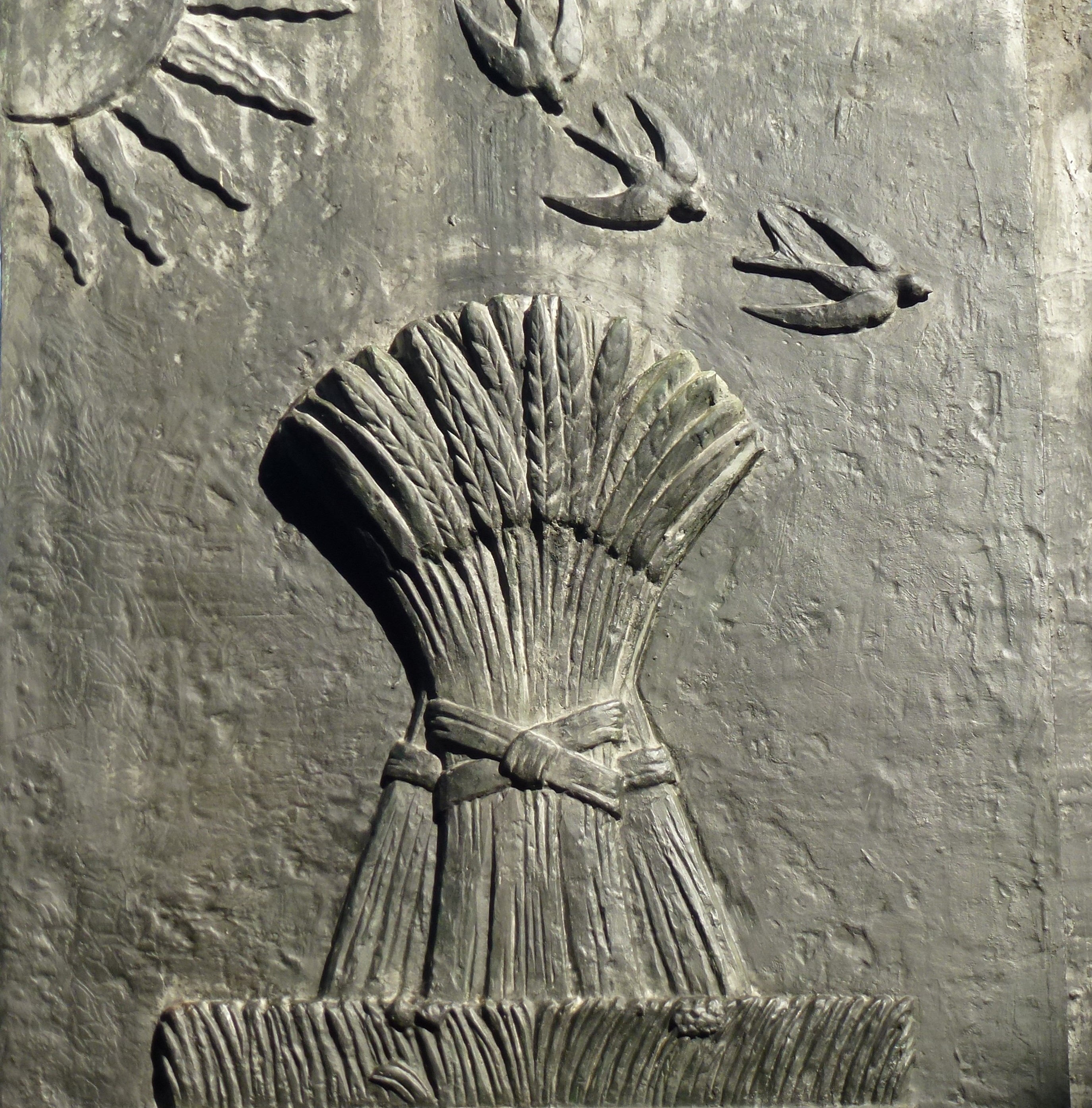
Sommarmotivet
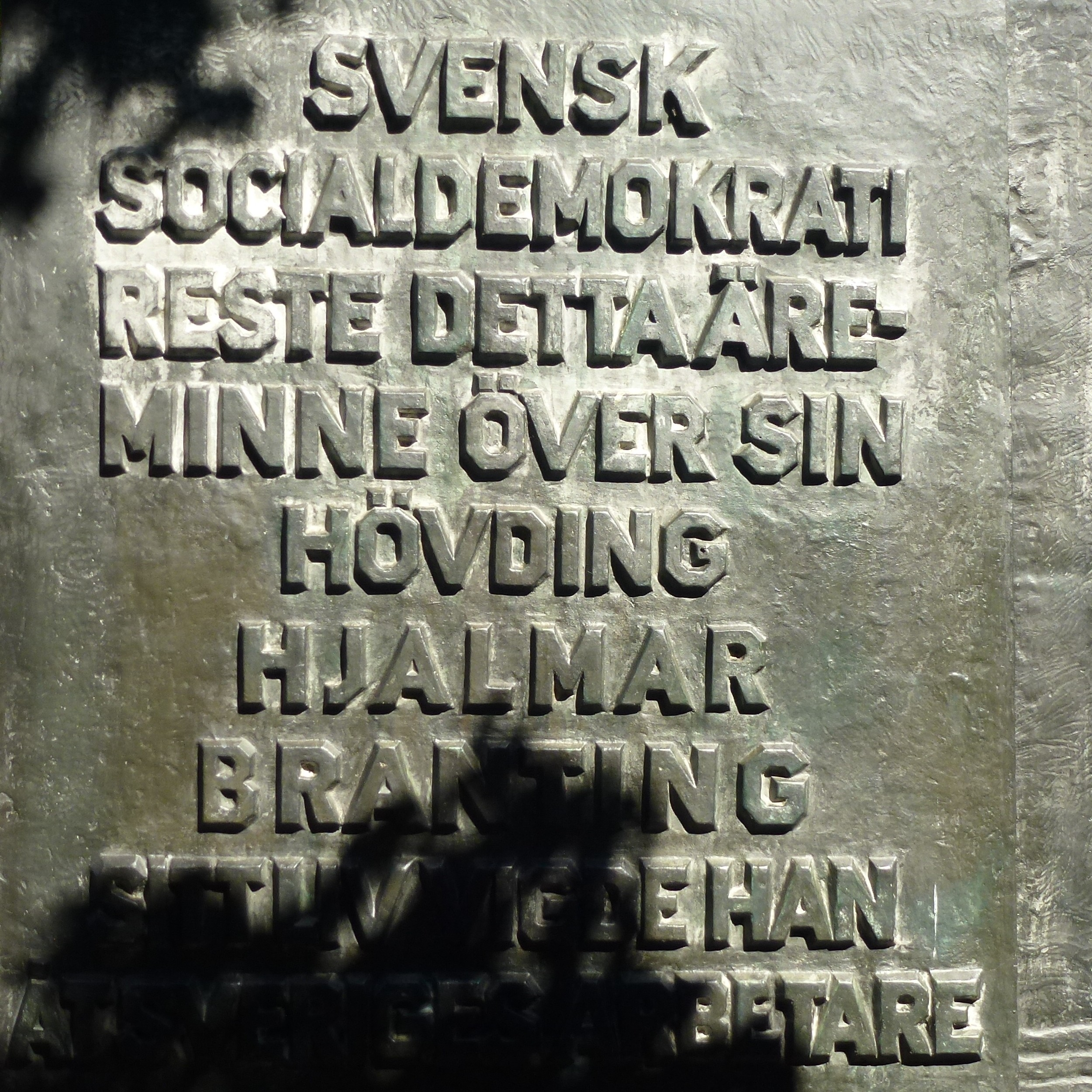
Eldhs text
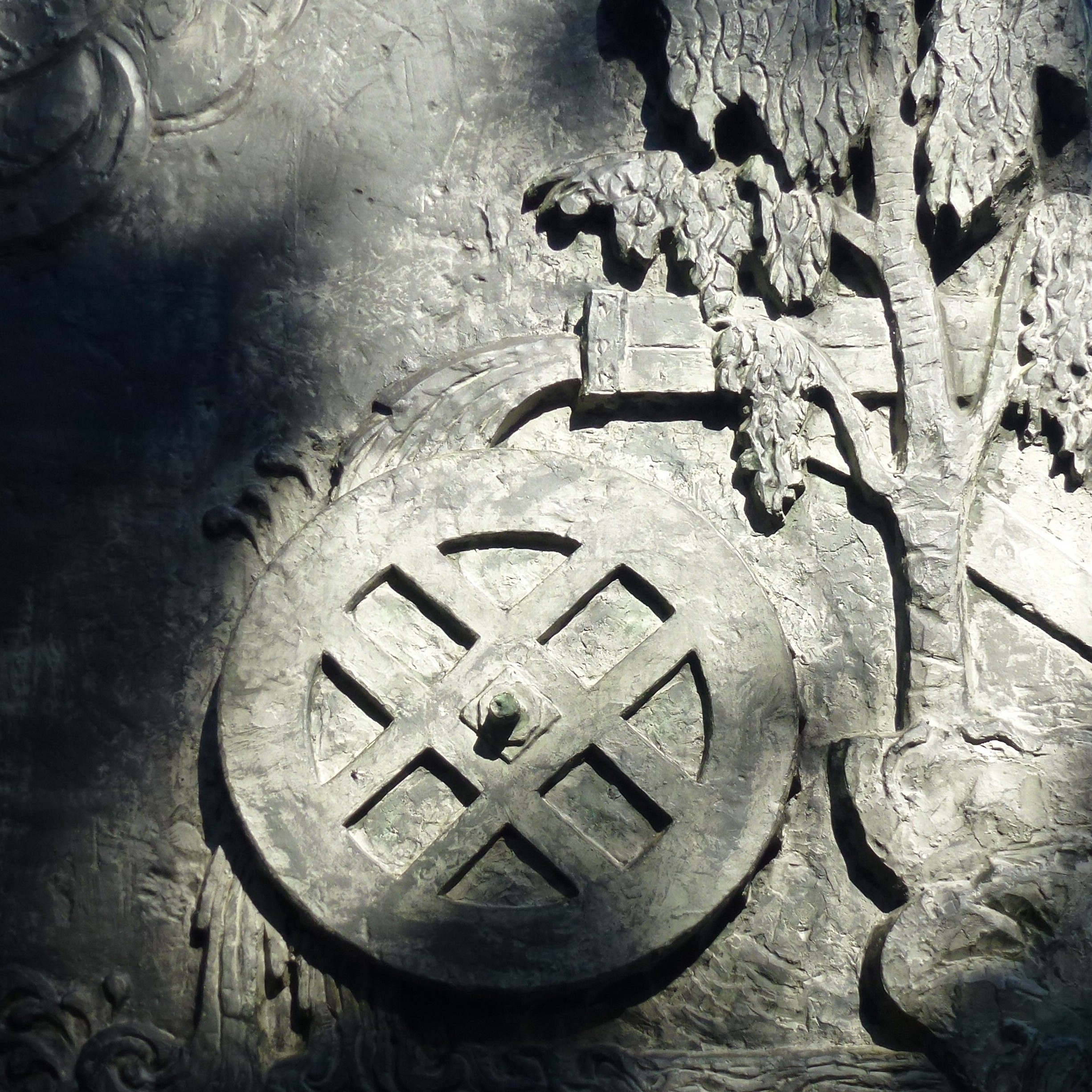
Vattenhjulet
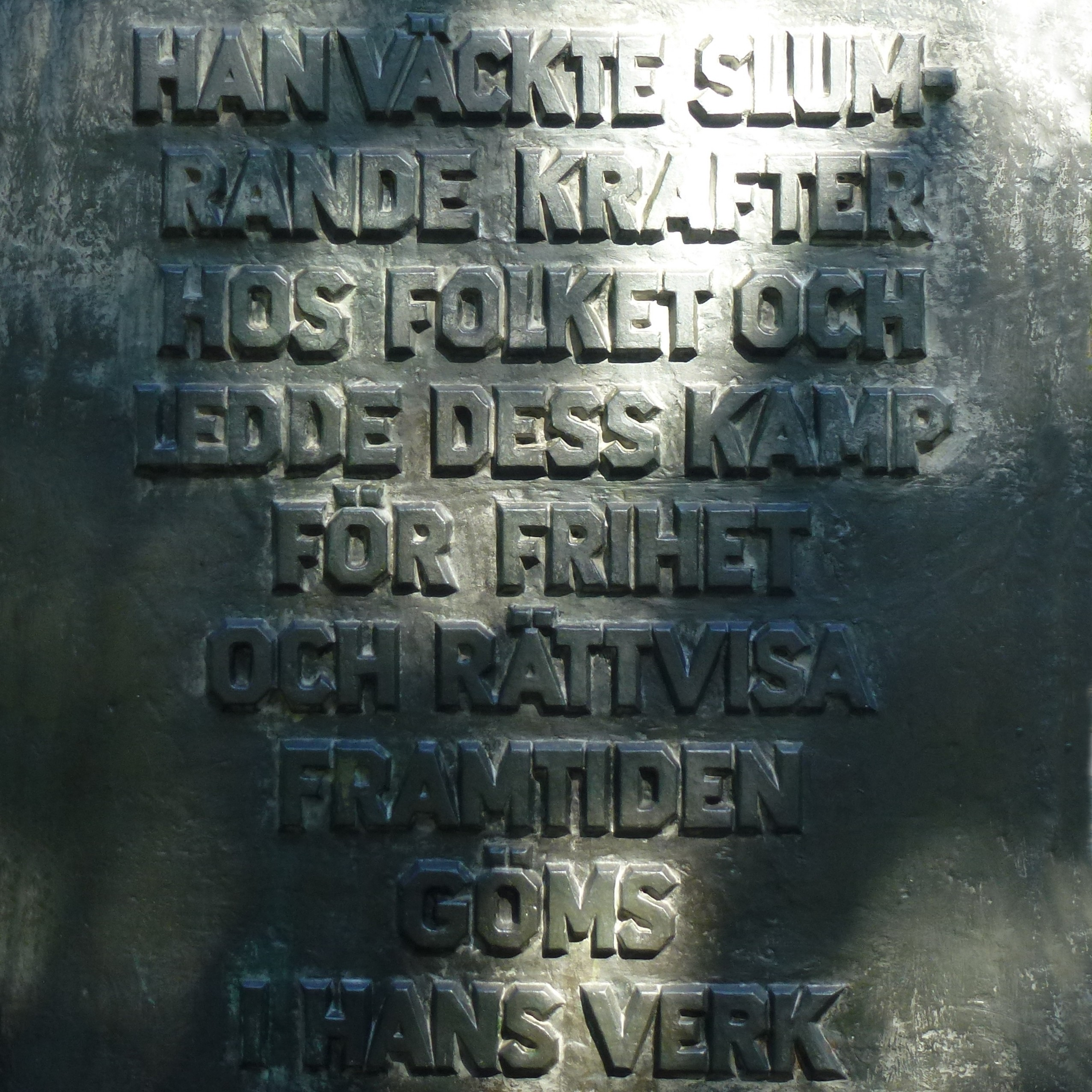
Lagerkvists text

## Citat
| ”                                      | Reliefen vill framställa ett arbetartåg 1 maj, de tidigare 1 maj demonstrationerna då kvinnor och barn var med i tåget, ofta barhuvade, direkt från arbetet. Den som deltog i dessa demonstrationer omkring 1900 glömmer icke den starka stämning som dessa utlöste. Jag tänker mig Branting talande, omgiven av arbetarskarorna – och här och var i leden skall man finna – jag vill kalla dem – männen omkring Branting, Danielsson, Thorsson, Palm, här nämnda som exempel. | „ |
| – Carl Eldh om tanken bakom monumentet | |   |